# Kenji Miyazaki
Kenji Miyazaki (jap. 宮崎 健治 Miyazaki Kenji; ur. 24 czerwca 1977) – japoński piłkarz występujący na pozycji pomocnika.

## Kariera klubowa
Od 2000 do 2001 roku występował w klubie Kyoto Purple Sanga.